# Fauverney
Fauverney is een gemeente in het Franse departement Côte-d'Or (regio Bourgogne-Franche-Comté) en telt 695 inwoners (2004). De plaats maakt deel uit van het arrondissement Dijon.

## Geografie
De oppervlakte van Fauverney bedraagt 8,7 km², de bevolkingsdichtheid is 79,9 inwoners per km².
De onderstaande kaart toont de ligging van Fauverney met de belangrijkste infrastructuur en aangrenzende gemeenten.

## Demografie
Onderstaande figuur toont het verloop van het inwonertal (bron: INSEE-tellingen).